# Kaarle Ojanen
Kaarle Sakari Ojanen (Helsinki, 4 dicembre 1918 – Helsinki, 9 gennaio 2009) è stato uno scacchista finlandese.
Ottenne il titolo di Maestro Internazionale nel 1952 e di Maestro Internazionale per corrispondenza nel 1981.
Dal 1950 al 1983 vinse per tredici volte il campionato finlandese (record del campionato).
Rappresentò la Finlandia in 11 olimpiadi degli scacchi dal 1937 al 1972 (cinque volte in 1ª scacchiera). Vinse una medaglia di bronzo in 1ª scacchiera nelle olimpiadi di L'Avana 1966.
Nel torneo di Helsinki 1960 vinse una partita contro Paul Keres.
Morì a Helsinki nel 2009 all'età di 90 anni.